# Душкина, Наталья Олеговна
Наталия Олеговна Душкина (род. 7 ноября 1954, Москва, СССР) — архитектор, историк архитектуры и градостроительства; специалист по охране культурного наследия, теории консервации, куратор архитектурных выставок. Профессор Московского архитектурного института и Московского государственного университета геодезии и картографии. член-корреспондент РААСН (2022).

## Биография
Внучка архитектора А. Н. Душкина, строителя московского метрополитена. Родилась в Москве. Окончила с отличием Московский архитектурный институт, 1978. Кандидат архитектуры, 1982.
Автор и научный редактор статей, научных сборников и монографий (более 200 наименований), опубликованных в России и за рубежом. Участник большого числа научных конференций, симпозиумов, лекционных курсов во многих странах мира. Инициатор и организатор ряда крупных научных конференций, юбилейных торжеств и издательских проектов, в том числе «Heritage at Risk. Сохранение архитектуры XX века и Всемирное наследие», Москва, 2006.

### Членство в профессиональных организациях
- Федерального научно-методического совета по культурному наследию Министерства культуры РФ;
- Международного Совета по вопросам памятников и достопримечательных мест ICOMOS, в 1990—1996 член Исполкома, с 2009 — член Академии; Соучредитель Международного научного комитета ICOMOS по сохранению наследия XX века; член Международного научного комитета ICOMOS по теории и философии консервации;
- Эксперт ICOMOS по памятникам Всемирного наследия;
- Член DOCOMOMO (Международной рабочей группы по документации и консервации сооружений Современного движения);
- Член Попечительского совета по созданию музея «Дом Мельникова».

### Премии и дипломы
- Лауреат премий «Золотое сечение» Союза московских архитекторов в номинации «Публикации» 2003, 2005, 2007 гг., в том числе за издательские проекты к 100-летию архитектора А. Н. Душкина, «XX век. Сохранение культурного наследия»;
- Лауреат конкурса на лучшее печатное издание XIII международного фестиваля «Зодчество 2005» («Золотой диплом» Союза архитекторов России) за издательский проект к 100-летию архитектора А. Н. Душкина;
- Лауреат Премии имени Алексея Комеча «За общественно значимую гражданскую позицию в деле защиты и сохранения культурного наследия России», 2008.